# بيتر جاكسون (مؤرخ)
بيتر جاكسون (بالإنجليزية: Peter Jackson)‏ هو مؤرخ بريطاني، ولد في 27 يناير 1948 في روتشديل في المملكة المتحدة، وتوفي في 1858.